# Francisco Murillo Ferrol
Francisco Murillo Ferrol (Granada, 18 de juliol de 1918 - Madrid, 4 de setembre de 2004) fou un advocat i sociòleg espanyol, acadèmic de la Reial Acadèmia de Ciències Morals i Polítiques.

## Biografia
Es va llicenciar en Dret per la Universitat de Granada i es va doctorar a Madrid amb una tesi sobre el pensament polític de Francisco Suárez. En 1947 va ser professor adjunt a la Universitat de Granada i en 1952 va obtenir la càtedra de Dret Polític de la Universitat de València, on també va impartir l'assignatura de sociologia i va dirigir el Col·legi Major Luis Vives. En 1961 es va traslladar a la mateixa càtedra de la Universitat de Granada i en 1972 va concursar a la càtedra de Ciència Política de la Universitat Autònoma de Madrid.
Va fer diversos estudis empírics sobre Andalusia, sobre les classes mitjanes espanyoles i participà en diversos informes FOESA. De febrer a setembre de 1974 també fou Director de l'Institut de l'Opinió Pública, antecedent del Centre d'Investigacions Sociològiques. En 1984 fou nomenat doctor honoris causa per la Universitat de Granada, en 1994 va ingressar a la Reial Acadèmia de Ciències Morals i Polítiques i en 2002 va rebre el Premio Nacional de Sociología y Ciencia Política.

## Obres
- Saavedra Fajardo y la política del Barroco (1957)
- Las clases medias españolas (1959)
- Estudios de Sociología Política (Tecnos, Madrid, 1962)
- Estudio Socioeconómico de Andalucía (1970)
- Ensayos sobre sociedad y política (Península, Barcelona, 1987 i 1988)